# زكية العلوي
زكية بنت سالم بن مسلم العلوي (1380 هجري/1960 ميلادي) ناشطة اجتماعية وكاتبة قصصية عمانية من ولاية صور، صدرت لها مجموعة قصصية وحازت على جوائز لبعض القصص. درت لها قصص ومشاركات أدبية في عدد من الجرائد والمجلات المحلية. مؤسسة جمعية المرأة العمانية بصور وأول رئيسة لها ورئيسة لجنة البر والتواصل لرعاية المسنين حتى اليوم.

## التعليم
درست زكية كل المراحل الدراسية في دولة الكويت وحصلت على درجة الليسانس آداب- علم النفس والاجتماع من جامعة الكويت عام 1984م.

## المهنة
عملت زكية لمدة عام بعد التخرج كأخصائية اجتماعية ثم عينت مديرة مدرسة الخنساء الثانوية للبنات حتى عام 1997م. تقاعدت بعدها عن العمل.

## الجوائز
حصلت زكية العلوي على جائزة المديرة المثالية عام 1988م من وزارة التربية والتعليم بالسلطنة، كما فازت زكية بالمركز الأول على مستوى السلطنة في مجال القصة القصيرة عن قصتها (البصر والبصيرة) عام 1985، وحصلت على الجائزة التشجيعية من سفارة فلسطين عن قصتها «وأد الأحلام» عام 2012م.
كتبت زكية عددا من القصص القصيرة والخواطر الشعرية في مجلة الأسرة وجريدة عمان من عام 1985 -1988. كما نشرت لها جريدة عمان قصة قصيرة بعنوان (زيارة مرفوضة) عام 1987.

## العمل التطوعي
أسست زكية العلوي جمعية المرأة العمانية بصور عام 1984 م، وأصبحت أول رئيسة لها منذ عام 1984 – 1988م، واستمرت كعضوة في جمعية المرأة بصور حتى اليوم. كما أسست زكية العلوي لجنة البر والتواصل لرعاية المسنين ضمن لجان جمعية المرأة العمانية بصور عام 2010م وحصلت اللجنة على المركز الأول ضمن مسابقات مشاريع جمعيات المرأة العمانية لتنمية المجتمع عام 2012. وفي عام 2012 تم انتخاب زكية العلوي كرئيسة فخرية لجمعية المرأة العمانية بصور. وما زالت زكية العلوي ترأس لجنة البر والتواصل حتى اليوم21 أكتوبر 2021.

## المشاركات المحلية والدولية
مثلت زكية العلوي السلطنة كرئيسة لوفد المرأة العمانية المشارك في مؤتمر الاتحاد النسائي العربي عام 1987م بالأردن بترشيح رسمي من وزارة الشؤون الاجتماعية والعمل آنذاك (وزارة التنمية الاجتماعية حاليا). وشاركت في المؤتمر الوطني الأول لحماية الطفل من الإساءة الذي أقيم في ولاية صحار بسلطنة عمان عام 2017م، وكان لها حضور في المؤتمر الإقليمي الرابع للمرأة في الخليج والجزيرة العربية المنعقد في مسقط بسلطنة عمان من 15 – 18 ديسمبر 1986م والذي كان تحت مسمى (نحو واقع أفضل للمرأة والطفل).

## المساهمات المجتمعية مع المؤسسات الحكومية والمدينة
قدمت زكية العلوي عدة مبادرات وبرامج تطوعية للمجتمع في مجال التربية والتعليم حيث أنها عضوة في لجنة تطوير الأداء اللغوي بالمديرية العامة للتربية والتعليم بمحافظة جنوب الشرقية، كما ساهمت في وضع مقترحات لائحة شؤون الطلاب الجديدة المنظمة لسلوك الطالب عام 2011 بالتعاون مع وزارة التربية والتعليم، وقدمت دورات تدريبية ومحاضرات تربوية عن أساليب معالجة الضعف القرائي لدى الطلاب وعن معالجة مشاكل الطلاب الدراسية والسلوكية والصحية ودعم برنامج المدارس المعززة للصحة بالتعاون مع مدارس محافظة جنوب الشرقية بسلطنة عمان.
كما شاركت كعضوة في لجنة أنماط الحياة الصحية في مشروع مدينة صور الصحية وهو إحدى برامج منظمة الصحة العالمية، وشاركت خلال فترة عضويتها في برامج تعنى بصحة اليافعين ومحاربة السمنة لدى النساء، ومحاربة التبغ والأمراض غير المعدية والحد من الحوادث المرورية والتوعية عن سرطان الثدي وغيرها من المواضيع الصحية في المجتمع.